# Gimnazjum im. Adama Mickiewicza w Wilnie

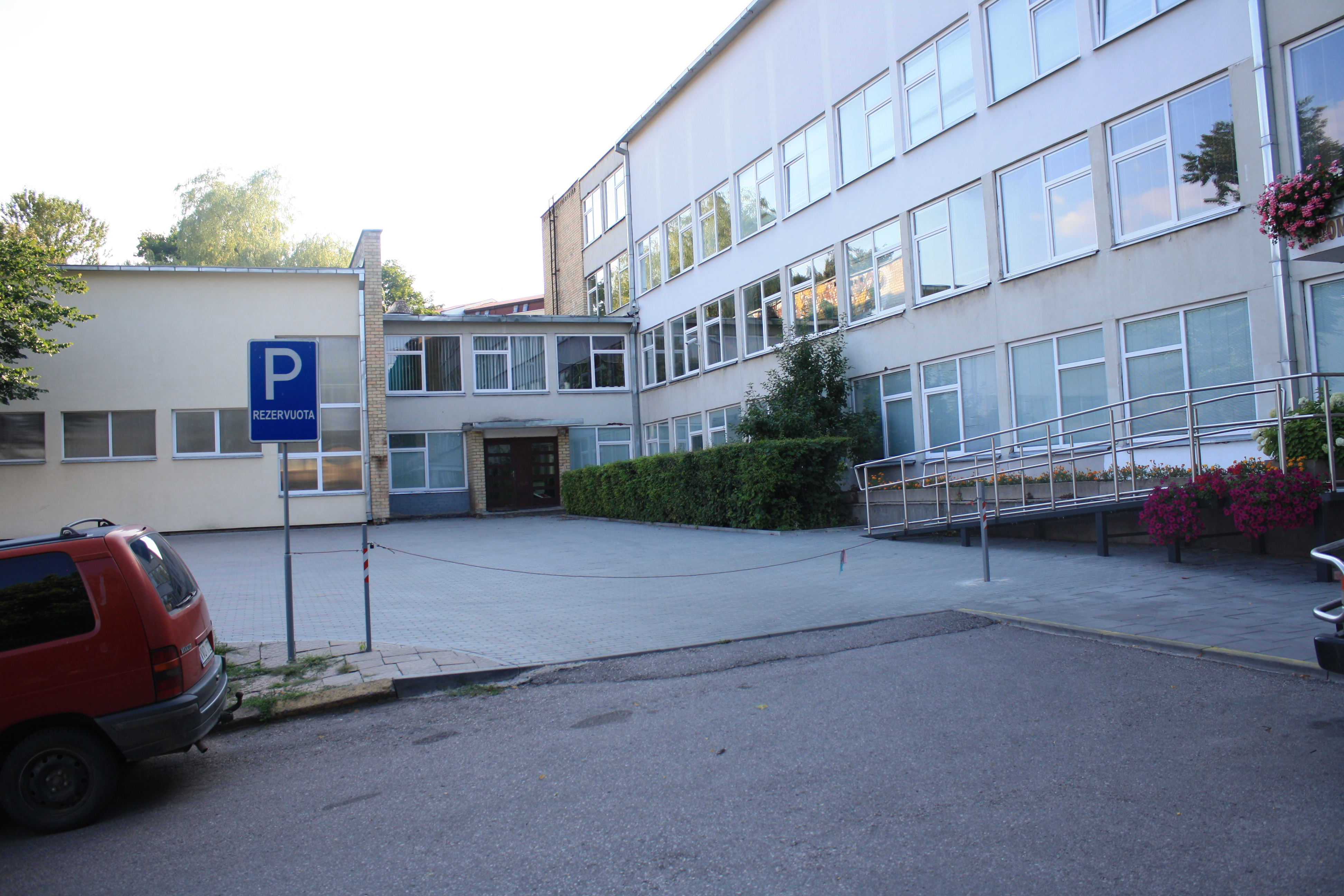
Gimnazjum im. Adama Mickiewicza w Wilnie

Liceum im. Adama Mickiewicza w Wilnie (lit. Vilniaus Adomo Mickevičiaus licėjus) – polska szkoła średnia w Wilnie.

## Historia
Gimnazjum działało od 1921 jako koedukacyjne gimnazjum wieczorowe. Zajęcia odbywały się w pomieszczeniu Gimnazjum im. Joachima Lelewela przy ul. A. Mickiewicza (obecnie Giedymina). Państwowe Gimnazjum męskie im. Adama Mickiewicza w Wilnie rozpoczęło działalność w 1922r. Dokładna data nie jest ustalona. 16 listopada 1922r. Minister Wyznań Religijnych i Oświecenia Publicznego powołał kierownika gimnazjum. Od 1928 roku przeniosło się jako poranne gimnazjum o profilu humanistycznym na ul. Dominikańską, naprzeciwko kościoła Ducha Świętego. Pierwszym szefem Państwowego Gimnazjum im. Adama Mickiewicza w Wilnie był Bronisław Zapaśnik (najpierw kierownik, od 1924 dyrektor). Jako nauczyciele pracowali tam między innymi Czesław Zgorzelski i Józef Rybicki. Po śmierci B. Zapaśnika w 1934 roku dyrektorem był Żerebecki, który kierował placówką aż do jej zamknięcia 30 listopada 1939 r. Po rozpoczęciu wojny gimnazjum przeniesiono w 1942 r. do dawnego przytułku dzieci żydowskich na ul. Krupniczą (obecnie Kruopų gatvė) jako 4 Progimnazjum Męskie. W 1945 roku stało się ono szkołą początkową nr. 7, którą przekształcono w 1953 w szkołę średnią. Od roku 1952 do 1967 jej dyrektorem był Aleksander Karuża, a w latach 1968-1979 Fryda Mackiewicz. W 1989 roku przywrócono szkole imię Adama Mickiewicza, natomiast 11 czerwca 1999 roku minister edukacji Litwy nadał szkole realinio profilo gimnazijos statusa („status gimnazjum kierunku realnego”). W maju 2018 roku nazwa gimnazjum została zmieniona na Liceum im. Adama Mickiewicza w Wilnie. Dyrektorem Liceum w latach 1979-2019 był jej absolwent Czesław Dawidowicz. Od 2019 roku funkcję dyrektora pełni absolwentka Liceum Iwona Czerniawska.